# Kwarecki Point
Der Kwarecki Point (polnisch Przylądek Kwareckiego) ist eine Landspitze an der Johannes-Paul-II.-Küste von King George Island im Archipel der Südlichen Shetlandinseln. Sie liegt südwestlich des Bell Point.
Polnische Wissenschaftler benannten sie nach Krzysztof Kwarecki (1938–2002), ab 1977 Leiter der medizinischen Teams bei polnischen Antarktisexpeditionen.